# Steilkegel

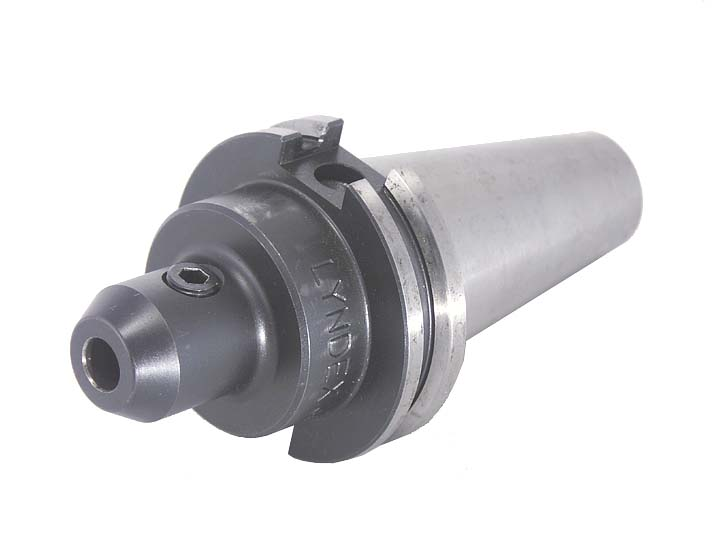
Steilkegel mit Werkzeugaufnahme

Der Steilkegel ist die genormte Form eines Werkzeugkegels zum Spannen verschiedener Werkzeuge in der Hauptspindel einer Werkzeugmaschine. Der Steilkegel ist genormt in der DIN ISO 7388 Teil 1.
Haupteinsatzgebiet sind Fräsmaschinen.
Steilkegelschäfte haben folgende Vorteile:
- Durch ausreichend großen einfachen Kegelwinkel von 8,297° (= 8° 17´ 50´´) keine Selbsthemmung (im Gegensatz zum Morsekegel, der nur etwa 1° 26′ bis etwa 1° 30′ einfachen Kegelwinkel aufweist), dadurch einfacher Werkzeugwechsel ohne Klemmen. Dies ist vor allem beim automatischen Werkzeugwechsel von großer Bedeutung.
- Kleiner Spannweg, dadurch relativ kurze Spannzeit und relativ genaue Werkzeugposition.
- Hohe Biegesteifigkeit durch den kurzen Abstand zwischen Schneide und Spindellager (kurze Baulänge).

Die Größenangaben SK... (vgl. folgende Tabelle) entsprechen als Nennmaß nur sehr grob dem größten Innendurchmesser des Kegels der Aufnahme, etwa in der Fräsmaschine. Dieser beträgt nach DIN 2080 in mm:
| Größe | Durchmesser in mm | Kommentar |
| ----- | ----------------- | --------- |
| SK10  | 15,875            |           |
| SK15  | 19,050            |           |
| SK20  | 22,225            |           |
| SK25  | 25,400            | = 1 Zoll  |
| SK30  | 31,750            |           |
| SK35  | 38,100            |           |
| SK40  | 44,450            |           |
| SK45  | 57,150            |           |
| SK50  | 69,850            |           |
| SK55  | 88,900            |           |
| SK60  | 107,950           |           |

Steilkegel als Werkzeugaufnahmen werden typisch aus Einsatzstahl mit einer Zugfestigkeit (im Kern) von 900 N/mm2 gefertigt. Die Einsatzhärtung erfolgt verzugsarm bis in eine Tiefe von 0,6–0,8 mm auf Härte 58 ± 2 HRC. Der eng tolerierte Steilkegel wird (außen) präzisionsgeschliffen bis auf Ra ≤ 0,2.

## Weitere Kegel
Eine Weiterentwicklung des Steilkegels ist der Hohlschaftkegel.
Bohrfutterkegel DIN 238 gibt es in folgenden Nenngrößen mit der größten Kegelöffnung (Innendurchmesser) am Bohrfutter in mm:
| Größe         | Durchmesser in mm | Kommentar                                      |
| ------------- | ----------------- | ---------------------------------------------- |
| B 6           | 6,35              | = 1/4 Zoll                                     |
| B 10          | 10,095            |                                                |
| B 12          | 12,065            |                                                |
| B 16          | 15,733            |                                                |
| B 18          | 17,780            |                                                |
| B 18 Albrecht | 17,431            | gegenüber DIN ISO 239 um 7 mm verkürzter Kegel |
| B 22          | 21,793            |                                                |
| B 24          | 23,825            |                                                |
| J 0           | 6,350             |                                                |
| J 1           | 9,754             |                                                |
| J 2           | 14,199            | Jacobs DIN ISO 239                             |
| J 3           | 20,60             | Jacobs DIN ISO 239                             |
| J 33          | 15,850            |                                                |
| J 6           | 17,170            |                                                |